# 3-я штурмовая инженерно-сапёрная бригада
3-я штурмовая инженерно-сапёрная Краснознамённая Неманская ордена Кутузова сапёрная бригада (3-я шисбр) — штурмовая инженерно-сапёрная бригада в составе Вооружённых сил СССР во время Великой Отечественной войны.

## История

### Формирование
Бригада была сформирована 24.10.1942 г. на Закавказском фронте в г. Буйнакске Дагестанской АССР на базе 335, 339 и 857-го армейских инженерных батальонов, 739-го мостостроительного батальона как 65-я инженерно-саперная бригада РВГК (1-го формирования) в таком составе:
- управление бригады,
- рота управления,
- 71, 72, 73, 74, 75-й инженерно-сапёрные батальоны
- 79-го легкопереправочный парк.

23 мая 1943 г. в Московском военном округе в пос. Бутово Подольского района Московской области бригада переформирована в 3-ю штурмовую инженерно-саперную бригаду РВГК (п.п. 28396) в следующем составе:
- управление бригады
- рота управления
- моторизованная инженерно-разведывательная рота
- 11-й (п.п. 16076), 12-й (п.п. 04074), 13-й (п.п. 40275), 14-й (п.п. 42650) и 15-й (п.п. 11979) штурмовые инженерно-сапёрные батальоны
- 79-й легкопереправочный парк.

Взамен убывшего из бригады 74-го инженерно-саперного батальона прибыл 145-й батальон инженерных заграждений и на доукомплектование бригады 153-й инженерно-минный батальон. В октябре 1943 г. сформированы рота собак-миноискателей и медико-санитарный взвод. В ноябре 1945 году бригада расформирована.

### Участие в операциях
Участвовала в Сталинградской, Ельнинско-Дорогобужской, Смоленско-Рославльской, Витебско-Оршанской, Вильнюсской, Каунасской, Гумбинненской, Млавско-Эльбингской, Восточно-Померанской и Берлинской наступательных операциях; обеспечивала преодоление войсками рек Лучеса, Днепр, Неман, Гайна, Висла и Одер; участвовала в освобождении городов Ельня,Смоленск, Орша, Вилковишкис, Каунас, Цеханув, Мариенбург, Шлохау, Штегерс, Поллнов, Штольп, Картхауз, Путциг, Данциг, Штеттин, Гартц, Шведт и Темплин, в освобождении Польши и Германии.

## Командиры
- военинженер l-гo ранга, с 17.05.1943 г. полковник В. С. Немировский (ноябрь 1942 г. — январь 1945 г.);
- Полковник В. С. Зайцев (с января 1945 г. до конца войны).

## Награды
Бригада удостоена наименования Неманская (12.08.1944 г.), награждена орденом Кутузова 2-й ст. (17.05.1945 г.). Верховным Главнокомандующим личному составу бригады объявлено 9 благодарностей.
Штурмовые инженерно-саперные батальоны награждены орденами и удостоены наименований:
- 11-й — Мариенбургский (05.04.1945 г.), орденом Красной Звезды (04.06.1945 г.),
- 12-й — орденом Кутузова 3-й ст. (19.02.1945 г.);
- 13 и 14-й — Штеттинские (04.06.1945 г.), орденами Александра Невского (19.02.1945 г.);
- 15-й — Ковенский (12.08.1944 г.).

### Награды состава
За боевые подвиги 4701 воин награждён орденами и медалями СССР.
В. А. Ефимов, лейтенант, командир сапёрного взвода, отличился в боях в Померании и в овладении городами Данциг и Гдыня. Звание героя Советского союза присвоено 28 марта 1945 года.

## Годовой праздник
Годовой праздник бригады — 27 октября.